# TNA One Night Only (2014)
TNA One Night Only (2014) es una serie de eventos de lucha libre profesional organizados por Impact Wrestling en 2014.

## Tag Team Tournament
One Night Only: Tag Team Tournament  fue un evento de pagar por ver (PPV) de lucha libre profesional producido por Total Nonstop Action Wrestling (TNA). Durante la jornada se celebró una serie de combates con varios equipos de TNA, donde los ganadores de estos combates avanzarán más en el torneo y los ganadores serán coronados como el "Mejor equipo de TNA". Se llevó a cabo el 18 de marzo de 2013, desde la Impact Zone en Orlando, Florida y se emitió en PPV el 3 de enero de 2014.
| N.º                       | Resultados                                                                                             | Estipulación                                     | Tiempo |
| ------------------------- | --- | ------------------------------------------------ | ------ |
| 1                         | Generation Me (Jeremy Buck y Max Buck) vencieron a Petey Williams y Sonjay Dutt                        | Tag-Team match para avanzar a Cuartos de final   | 08:29  |
| 2                         | Aces & Eights (Garett Bischoff y Wes Brisco) vencieron a The Hot Shots (Cassidy Riley y Chase Stevens) | Tag-Team match para avanzar a Cuartos de final   | 09:00  |
| 3                         | Bobby Roode y Austin Aries vencieron a The British Invasion (Doug Williams y Rob Terry)                | Tag-Team match para avanzar a Semi final         | 11:52  |
| 4                         | Chavo Guerrero y Hernandez vencieron a Bad Influence (Christopher Daniels y Kazarian)                  | Tag-Team match para avanzar a Semi final         | 11:11  |
| 5                         | Magnus y Samoa Joe vencieron a Aces & Eights (Garett Bischoff y Wes Brisco)                            | Tag-Team match para avanzar a Semi final         | 07:38  |
| 6                         | Team 3D (Bully Ray y D-Von) vencieron a Generation Me (Jeremy Buck y Max Buck)                         | Tag-Team match para avanzar a Semi final         | 09:02  |
| 7                         | Austin Aries y Bobby Roode vencieron a Magnus y Samoa Joe                                              | Tag-Team match para avanzar a la final           | 10:44  |
| 8                         | Team 3D (Bully Ray y Devon) vencieron a Chavo Guerrero y Hernandez                                     | Tag-Team match para avanzar a la final           | 10:52  |
| 9                         | Team 3D (Bully Ray y Devon) vencieron a Austin Aries y Bobby Roode                                     | Tag-Team match para ganar el Tag Team Tournament | 11:10  |
| (C) Representa al campeón | |                                                  |        |

Tabla del torneo
|  | Octavos de final | Octavos de final         | Octavos de final         |                          |               | Cuartos de final | Cuartos de final | Cuartos de final |       |                  | Semifinales      | Semifinales | Semifinales |     |  | Final | Final | Final |  |
|  |                  |                          |                          |                          |               |                  |                  |                  |       |                  |                  |             |             |     |  |       |       |       |  |
|  |                  |                          |                          |                          |               |                  |                  |                  |       |                  |                  |             |             |     |  |       |       |       |  |
|  | Generation Me    | Generation Me            | PIN                      |                          |               |                  |                  |                  |       |                  |                  |             |             |     |  |       |       |       |  |
|  | Generation Me    | Generation Me            | PIN                      |                          |               |                  |                  |                  |       |                  |                  |             |             |     |  |       |       |       |  |
|  | Williams/Dutt    | Williams/Dutt            | 08:29                    |                          |               |                  |                  |                  |       |                  |                  |             |             |     |  |       |       |       |  |
|  | Williams/Dutt    | Williams/Dutt            | 08:29                    |                          | Generation Me | Generation Me    | PIN              |                  |       |                  |                  |             |             |     |  |       |       |       |  |
|  |                  |                          |                          |                          | Generation Me | Generation Me    | PIN              |                  |       |                  |                  |             |             |     |  |       |       |       |  |
|  |                  |                          | Team 3D                  | Team 3D                  | 09:02         |                  |                  |                  |       |                  |                  |             |             |     |  |       |       |       |  |
|  |                  |                          | Team 3D                  | Team 3D                  | 09:02         |                  |                  |                  |       |                  |                  |             |             |     |  |       |       |       |  |
|  |                  |                          |                          |                          |               |                  |                  |                  |       |                  |                  |             |             |     |  |       |       |       |  |
|  |                  |                          |                          |                          |               |                  |                  |                  |       |                  |                  |             |             |     |  |       |       |       |  |
|  |                  |                          |                          |                          |               |                  | Team 3D          | Team 3D          | 10:52 |                  |                  |             |             |     |  |       |       |       |  |
|  |                  |                          |                          |                          |               |                  |                  |                  | 10:52 |                  |                  |             |             |     |  |       |       |       |  |
|  |                  |                          | Guerrero/Hernandez       | Guerrero/Hernandez       | PIN           |                  |                  |                  |       |                  |                  |             |             |     |  |       |       |       |  |
|  |                  |                          | Guerrero/Hernandez       | Guerrero/Hernandez       | PIN           |                  |                  |                  |       |                  |                  |             |             |     |  |       |       |       |  |
|  |                  |                          |                          |                          |               |                  |                  |                  |       |                  |                  |             |             |     |  |       |       |       |  |
|  |                  |                          |                          |                          |               |                  |                  |                  |       |                  |                  |             |             |     |  |       |       |       |  |
|  |                  | Guerrero/Hernandez       | Guerrero/Hernandez       | PIN                      |               |                  |                  |                  |       |                  |                  |             |             |     |  |       |       |       |  |
|  |                  |                          |                          | PIN                      |               |                  |                  |                  |       |                  |                  |             |             |     |  |       |       |       |  |
|  |                  |                          | Bad Influence            | Bad Influence            | 11:11         |                  |                  |                  |       |                  |                  |             |             |     |  |       |       |       |  |
|  |                  |                          | Bad Influence            | Bad Influence            | 11:11         |                  |                  |                  |       |                  |                  |             |             |     |  |       |       |       |  |
|  |                  |                          |                          |                          |               |                  |                  |                  |       |                  |                  |             |             |     |  |       |       |       |  |
|  |                  |                          |                          |                          |               |                  |                  |                  |       |                  |                  |             |             |     |  |       |       |       |  |
|  |                  |                          |                          |                          |               |                  |                  |                  |       |                  |                  | Team 3D     | Team 3D     | PIN |  |       |       |       |  |
|  |                  |                          |                          |                          |               |                  |                  |                  |       |                  |                  |             |             | PIN |  |       |       |       |  |
|  |                  |                          | Austin Aries/Bobby Roode | Austin Aries/Bobby Roode | 12:10         |                  |                  |                  |       |                  |                  |             |             |     |  |       |       |       |  |
|  |                  |                          | Austin Aries/Bobby Roode | Austin Aries/Bobby Roode | 12:10         |                  |                  |                  |       |                  |                  |             |             |     |  |       |       |       |  |
|  |                  |                          |                          |                          |               |                  |                  |                  |       |                  |                  |             |             |     |  |       |       |       |  |
|  |                  |                          |                          |                          |               |                  |                  |                  |       |                  |                  |             |             |     |  |       |       |       |  |
|  |                  | Magnus/Samoa Joe         | Magnus/Samoa Joe         | PIN                      |               |                  |                  |                  |       |                  |                  |             |             |     |  |       |       |       |  |
|  |                  |                          |                          | PIN                      |               |                  |                  |                  |       |                  |                  |             |             |     |  |       |       |       |  |
|  |                  |                          | Aces & Eights            | Aces & Eights            | 07:38         |                  |                  |                  |       |                  |                  |             |             |     |  |       |       |       |  |
|  | Aces & Eights    | Aces & Eights            | Aces & Eights            | Aces & Eights            | 07:38         | PIN              |                  |                  |       |                  |                  |             |             |     |  |       |       |       |  |
|  | Aces & Eights    | Aces & Eights            |                          |                          |               |                  |                  |                  |       |                  |                  |             |             |     |  |       |       |       |  |
|  | Hot Shots        | Hot Shots                | 09:00                    |                          |               |                  |                  |                  |       |                  |                  |             |             |     |  |       |       |       |  |
|  | Hot Shots        | Hot Shots                | 09:00                    |                          |               |                  |                  |                  |       | Magnus/Samoa Joe | Magnus/Samoa Joe | PIN         |             |     |  |       |       |       |  |
|  |                  |                          |                          |                          |               |                  |                  |                  |       | Magnus/Samoa Joe | Magnus/Samoa Joe | PIN         |             |     |  |       |       |       |  |
|  |                  |                          | Austin Aries/Bobby Roode | Austin Aries/Bobby Roode | 10:44         |                  |                  |                  |       |                  |                  |             |             |     |  |       |       |       |  |
|  |                  |                          | Austin Aries/Bobby Roode | Austin Aries/Bobby Roode | 10:44         |                  |                  |                  |       |                  |                  |             |             |     |  |       |       |       |  |
|  |                  |                          |                          |                          |               |                  |                  |                  |       |                  |                  |             |             |     |  |       |       |       |  |
|  |                  |                          |                          |                          |               |                  |                  |                  |       |                  |                  |             |             |     |  |       |       |       |  |
|  |                  | Austin Aries/Bobby Roode | Austin Aries/Bobby Roode | PIN                      |               |                  |                  |                  |       |                  |                  |             |             |     |  |       |       |       |  |
|  |                  |                          |                          | PIN                      |               |                  |                  |                  |       |                  |                  |             |             |     |  |       |       |       |  |
|  |                  |                          | British Invasion         | British Invasion         | 11:52         |                  |                  |                  |       |                  |                  |             |             |     |  |       |       |       |  |
|  |                  |                          | British Invasion         | British Invasion         | 11:52         |                  |                  |                  |       |                  |                  |             |             |     |  |       |       |       |  |
|  |                  |                          |                          |                          |               |                  |                  |                  |       |                  |                  |             |             |     |  |       |       |       |  |
|  |                  |                          |                          |                          |               |                  |                  |                  |       |                  |                  |             |             |     |  |       |       |       |  |
|  |                  |                          |                          |                          |               |                  |                  |                  |       |                  |                  |             |             |     |  |       |       |       |  |
|  |                  |                          |                          |                          |               |                  |                  |                  |       |                  |                  |             |             |     |  |       |       |       |  |

## Hardcore Justice 3
One Night Only: Hardcore Justice 3 fue un evento de pagar por ver (PPV) de lucha libre profesional producido por Total Nonstop Action Wrestling (TNA). TNA se convierte en hardcore por una sola noche, donde se disputan todos los combates según las estipulaciones de lucha libre de hardcore. Tuvo lugar el 29 de diciembre de 2013, desde el Lowell Auditorium en Lowell, Massachusetts, y se emitió en PPV el 10 de enero de 2014.
| N.º                       | Resultados | Estipulación                                                      | Tiempo |
| ------------------------- | --- | ----------------------------------------------------------------- | ------ |
| 1                         | Ethan Carter III venció a Tommy Dreamer                                                                                         | Tables match                                                      | 09:20  |
| 2                         | Austin Aries venció a Chris Sabin                                                                                               | Xscape match                                                      | 14:38  |
| 3                         | Bobby Roode venció a Samoa Joe por descalificación                                                                              | Singles Match por la ventaja numérica en la Lethal Lockdown Match | 10:11  |
| 4                         | Lei'D Tapa venció a Velvet Sky                                                                                                  | Knockouts Street Fight                                            | 08.05  |
| 5                         | Joseph Park y Eric Young vencieron a Bad Influence (Christopher Daniels y Kazarian)                                             | Full Metal Mayhem match                                           | 13:37  |
| 6                         | Bully Ray venció a Mr. Anderson                                                                                                 | Last Man Standing match                                           | 13.01  |
| 7                         | Team Angle (Kurt Angle, Samoa Joe, James Storm y Abyss) vencieron a Team Roode (Bobby Roode, Robbie E, Jessie Godderz y Magnus) | Lethal Lockdown match                                             | 21:16  |
| (C) Representa al campeón | |                                                                   |        |

## #OldSchool
One Night Only: #OldSchool se llevó a cabo el 30 de diciembre de 2013, desde el Mid-Hudson civic Center en Poughkeepsie, Nueva York, y se emitió en PPV el 7 de febrero de 2014.
| N.º                       | Resultados | Estipulación                                                               | Tiempo |
| ------------------------- | --- | -------------------------------------------------------------------------- | ------ |
| 1                         | Austin Aries venció a Chris Sabin y Sonjay Dutt                                                                              | Three-Way Match                                                            | 08:29  |
| 2                         | Ethan Carter III venció a Dewey Barnes                                                                                       | Singles Match                                                              | 01:50  |
| 3                         | Bully Ray venció a Tommy Dreamer                                                                                             | Falls Count Anywhere match                                                 | 14:26  |
| 4                         | Bad Influence (Christopher Daniels y Kazarian) y Velvet Sky vencieron a The BroMans (Jessie Godderz y Robbie E) y Lei'D Tapa | Six-person intergender tag team match con Eric Young como Árbitro especial | 11:01  |
| 5                         | Jeff Hardy venció a Abyss | Monster's Ball Match                                                       | 15:58  |
| 6                         | Kurt Angle venció a Mr. Anderson                                                                                             | Singles Match                                                              | 11:25  |
| 7                         | Bobby Roode venció a James Storm                                                                                             | Last Man standing Match                                                    | 16:55  |
| 8                         | Magnus (c) venció a Samoa Joe                                                                                                | Singles Match para retener el TNA World Heavyweight Championship           | 14:42  |
| (C) Representa al campeón | |                                                                            |        |

## Joker's Wild 2
One Night Only: Joker's Wild 2 fue formado por combates de equipo en los que los participantes fueron elegidos al azar en una lotería y los equipos tuvieron que trabajar juntos para avanzar al evento principal de batalla real, con el gran premio de US $100,000. Tuvo lugar el 2 de febrero de 2014, desde la National Indoor Arena en Birmingham, Inglaterra y se emitió en PPV el 9 de mayo de 2014.
| N.º                       | Resultados                                                                                           | Estipulación                                                                          | Tiempo |
| ------------------------- | --- | ------------------------------------------------------------------------------------- | ------ |
| 1                         | The British Invasion (Magnus y Doug Williams) vencieron a Chris Sabin y Gunner                       | Tag-Team match para clasificar en el Gauntlet Battle royal match más tarde esa noche. | 08:32  |
| 2                         | Samoa Joe y Bad Bones vencieron a Christopher Daniels y Robbie E                                     | Tag-Team match para clasificar en el Gauntlet Battle royal match más tarde esa noche. | 07:14  |
| 3                         | Bully Ray y Rockstar Spud vencieron a Mr. Anderson y Austin Aries                                    | Tag-Team match para clasificar en el Gauntlet Battle royal match más tarde esa noche. | 11:39  |
| 4                         | The Wolves (Eddie Edwards y Davey Richards) vencieron a Beer Money, Inc. (James Storm y Bobby Roode) | Tag-Team match para clasificar en el Gauntlet Battle royal match más tarde esa noche. | 11:01  |
| 5                         | Eric Young y Ethan Carter III vencieron a Curry Man y Kazarian                                       | Tag-Team match para clasificar en el Gauntlet Battle royal match más tarde esa noche. | 08:05  |
| 6                         | Samuel Shaw y Abyss vencieron a DJZ y Jessie Godderz                                                 | Tag-Team match para clasificar en el Gauntlet Battle royal match más tarde esa noche. | 09:43  |
| 7                         | Velvet Sky, Madison Rayne y ODB vencieron a Gail Kim, Lei'D Tapa y Alpha Female                      | Six-Knockout tag team elimination match                                               | 07:17  |
| 8                         | Ethan Carter III gana el premio de $100.000 USD al eliminar a Magnus                                 | 12-person Gauntlet Battle Royal                                                       | 23:17  |
| (C) Representa al campeón | |                                                                                       |        |

Joker's Wild Gauntlet Match
| N.º | Entrada          | Eliminación | Eliminado por                         | Tiempo |
| --- | ---------------- | ----------- | ------------------------------------- | ------ |
| 1   | Davey Richards   | 2           | Abyss                                 |        |
| 2   | Eddie Edwards    | 1           | Abyss                                 |        |
| 3   | Samuel Shaw      | 4           | Abyss                                 |        |
| 4   | Rockstar Spud    | 9           | Eric Young                            |        |
| 5   | Doug Williams    | 3           | Abyss                                 |        |
| 6   | Abyss            | 8           | Ethan Carter III, Eric Young y Magnus |        |
| 7   | Bully Ray        | 6           | Rockstar Spud                         |        |
| 8   | Eric Young       | 10          | Magnus                                |        |
| 9   | Ethan Carter III | —           | Ganador                               |        |
| 10  | Bad Bones        | 5           | Samoa Joe                             |        |
| 11  | Samoa Joe        | 7           | Magnus                                |        |
| 12  | Magnus           | 11          | Ethan Carter III                      |        |

Six Knockout elimination tag team match
| Knockout      | Orden | Eliminado por | Movimiento de Eliminación                        | Tiempo |
| ------------- | ----- | ------------- | ------------------------------------------------ | ------ |
| Alpha Female  | 1     | Velvet Sky    | Conteo luego de un In Yo' Face                   |        |
| Velvet Sky    | 2     | Gail Kim      | Conteo luego de un Schoolgirl                    |        |
| Madison Rayne | 3     | Lei'D Tapa    | Conteo luego de un Fireman's carry stunner       |        |
| Gail Kim      | 4     | ODB           | Conteo luego de un Schoolgirl                    |        |
| Lei'D Tapa    | 5     | ODB           | Conteo luego de un Big Foot de Gail Kim y un Bam |        |
| ODB           | —     | Ganadora      | —                                                |        |

## Global Impact Japan
One Night Only: Global Impact Japan fue un gran espectáculo de TNA / Wrestle-1 en Tokio, Japón. Los Campeonatos de TNA World Heavyweight, X Division y World Tag Team se defendieron durante el evento. El evento también incluyó varios combates que no involucraron a luchadores de TNA, apodados "Parte 1". A continuación se muestran los combates grabados para el PPV de One Night Only de la "Parte 2", que se emitió el 4 de julio de 2014. También se emitió en el PPV de One Night Only, un combate de 6 hombres que originalmente se transmitió en Lockdown (2014).
| N.º                       | Resultados | Estipulación                                                           | Tiempo |
| ------------------------- | --- | ---------------------------------------------------------------------- | ------ |
| 1                         | Bad Influence (Christopher Daniels y Kazarian) vencieron a Junior Stars (Koji Kanemoto y Minoru Tanaka)                                    | Tag-Team match                                                         | 10:43  |
| 2                         | Gail Kim venció a Madison Rayne | Singles match                                                          | 05:26  |
| 3                         | Abyss contra Yoshihiro Takayama finalizó sin resultado                                                                                     | Singles match                                                          | 06:45  |
| 4                         | Masakatsu Funaki venció a Bobby Roode | Singles match                                                          | 11:27  |
| 5                         | The Great Muta, Rob Terry y Taiyō Kea vencieron a Masayuki Kono, René Duprée y Samoa Joe                                                   | 6 Man Tag-Team match                                                   | 13:34  |
| 6                         | The BroMans (Jessie Godderz y Robbie E) vencieron a The Wolves (Davey Richards y Eddie Edwards) (c) y Team 246 (Kaz Hayashi y Shuji Kondo) | Three Way Tag-Team match para ganar el TNA World Tag Team Championship | 12:45  |
| 7                         | Sanada venció a Austin Aries (c) | Singles match para ganar el Impact X Division Championship             | 17:40  |
| 8                         | The Great Muta, Sanada y Yasu vencieron a Bad Influence (Christopher Daniels y Kazarian) y Chris Sabin                                     | Six-manTag-Team Steel Cage Match                                       | 09:25  |
| 9                         | Magnus (c) venció a Kai | Singles match para retener el TNA World Heavyweight Championship       | 14:37  |
| (C) Representa al campeón | |                                                                        |        |

## X-Travaganza 2014
One Night Only: X-Travaganza 2014 honró y rindió homenaje a la X-Division donde las estrellas de X-Division pasadas, presentes y futuras colisionaron. Durante el evento, 6 luchadores de la División X que no estaban en la lista compitieron en combates individuales contra 6 miembros de la lista activa: si ganaban, seguirían compitiendo en un Ultimate X Match donde el ganador de ese combate obtendría una futura oportunidad para competir por el TNA X Division Championship. Se llevó a cabo el 12 de abril de 2014, desde Impact Zone en Orlando, Florida, y se emitió en PPV el 1 de agosto de 2014.
| N.º                       | Resultados                                                                                             | Estipulación                                                                                        | Tiempo |
| ------------------------- | --- | --------------------------------------------------------------------------------------------------- | ------ |
| 1                         | Low Ki venció a Chris Sabin                                                                            | Singles match; Si Low Ki gana, califica para el Ultimate X Match más tarde durante la noche         | 09:30  |
| 2                         | Rashad Cameron venció a DJ Z                                                                           | Singles match; Si Cameron gana, califica para el Ultimate X Match más tarde durante la noche        | 09:13  |
| 3                         | Kenny King venció a Rubix                                                                              | Singles match; Si Rubix gana, califica para el Ultimate X Match más tarde durante la noche          | 07:02  |
| 4                         | Ace Vedder venció a Manik                                                                              | Singles match; Si Ace Vedder gana, califica para el Ultimate X Match más tarde durante la noche     | 08:50  |
| 5                         | Sonjay Dutt venció a Rockstar Spud                                                                     | Singles match; Si Sonjay Dutt gana, califica para el Ultimate X Match más tarde durante la noche    | 08:05  |
| 6                         | Tigre Uno venció a Petey Williams                                                                      | Singles match; Si Petey Williams gana, califica para el Ultimate X Match más tarde durante la noche | 06:43  |
| 7                         | The Wolves (Eddie Edwards y Davey Richards) vencieron a Bad Influence (Christopher Daniels y Kazarian) | EC3 Invitational Ladder match donde el ganador recibió $25,000                                      | 14:16  |
| 8                         | Sanada (c) venció a Austin Aries (2–0)                                                                 | Two out of three falls match por el TNA X Division Championship                                     | 15:51  |
| 9                         | Low Ki venció a Rashad Cameron, Ace Vedder y Sonjay Dutt                                               | Ultimate X match por una futura oportunidad por el TNA X Division Championship                      | 12:07  |
| (C) Representa al campeón | | |        |

## World Cup 2014
One Night Only: World Cup 2014 incluyó equipos de luchadores y Knockouts dirigidos por un capitán del equipo que competiría en singles, tag team y Knockouts. El equipo que obtenga la mayor cantidad de puntos califica para el combate final para luchar por la Copa Mundial de TNA. Se llevó a cabo el 12 de abril de 2014, desde Impact Zone en Orlando, Florida, y se emitió en PPV el 5 de septiembre de 2014.

Equipos y miembros
| Team Young           | Team Angle           | Team EC3                   | Team Roode            |
| -------------------- | -------------------- | -------------------------- | --------------------- |
| Eric Young (Capitán) | Kurt Angle (Capitán) | Ethan Carter III (Capitán) | Bobby Roode (Capitán) |
| Bully Ray            | Davey Richards       | Jessie Godderz             | James Storm           |
| Eddie Edwards        | Mr. Anderson         | Robbie E                   | Kenny King            |
| Gunner               | Sanada               | Magnus                     | Samuel Shaw           |
| ODB                  | Madison Rayne        | Gail Kim                   | Angelina Love         |

| N.º | Resultados | Estipulación                            | Tiempo |
| --- | --- | --------------------------------------- | ------ |
| 1   | Team Young Eddie Edwards venció a Team Roode James Storm | Singles Match                           | 09:51  |
| 2   | Team EC3 Gail Kim venció a Team Angle Madison Rayne | Singles Match                           | 06:57  |
| 3   | Team EC3 The BroMans (Jessie Godderz y Robbie E) (con DJ Z) vencieron a Team Angle Mr. Anderson y Sanada                                                                        | Tag-Team match                          | 08:24  |
| 4   | Team Young Eric Young venció a Team Roode Bobby Roode | Singles Match                           | 12:50  |
| 5   | Team Angle Kurt Angle venció a Team EC3 Magnus | Singles Match                           | 07:57  |
| 6   | Team Roode Angelina Love (con Velvet Sky) venció a Team Young ODB | Singles Match                           | 07:06  |
| 7   | Team EC3 Ethan Carter III (con Rockstar Spud) venció a Team Angle Davey Richards                                                                                                | Singles Match                           | 11:23  |
| 8   | Team Young Bully Ray y Gunner vencieron a Team Roode Samuel Shaw y Kenny King                                                                                                   | Tag-Team match                          | 08:50  |
| 9   | Team Young (Eric Young, Bully Ray, Eddie Edwards, Gunner y ODB) vencieron a Team EC3 (Ethan Carter III, Jessie Godderz, Robbie E, Magnus y Gail Kim) (con Rockstar Spud y DJ Z) | Five-on-Five Elimination Tag Team match | 18:03  |

Puntos
| Lugar | Equipo     | Puntos | Luchas |
| ----- | ---------- | ------ | ------ |
| 1     | Team Young | 4      | 5      |
| 2     | Team EC3   | 3      | 5      |
| 3     | Team Roode | 1      | 4      |
| 4     | Team Angle | 1      | 4      |

Ten-person elimination tag team match
| Luchador         | Equipo     | Orden de Eliminación | Eliminado por   | Tiempo |
| ---------------- | ---------- | -------------------- | --------------- | ------ |
| Gail Kim         | TEAM EC3   | 1                    | ODB             |        |
| ODB              | TEAM YOUNG | 2                    | Robbie E        |        |
| Eddie Edwards    | TEAM YOUNG | 3                    | Jessie Godderz  |        |
| Jessie Godderz   | TEAM EC3   | 4                    | Bully Ray       |        |
| Bully Ray Young  | TEAM YOUNG | 5                    | Eric Young      |        |
| Robbie E         | TEAM EC3   | 6                    | Gunner          |        |
| Gunner           | TEAM YOUNG | 7                    | Magnus          |        |
| Ethan Carter III | TEAM EC3   | 8                    | Descalificación |        |
| Magnus           | TEAM EC3   | 9                    | Eric Young      |        |
| Eric Young       | TEAM YOUNG | —                    | Ganador         |        |

## Knockouts Knockdown 2014
One Night Only: Knockouts Knockdown 2014 celebró una serie de combates en los que ocho Knockouts de TNA se enfrentaron a ocho luchadoras independientes. Las ganadoras de estos combates avanzarían al evento principal, un Gauntlet Match de Knockouts para coronar a la "Reina de los Knockouts". Se llevó a cabo el 10 de mayo de 2014, desde la Impact Zone en Orlando, Florida, y se emitió en PPV el 7 de noviembre de 2014. Este PPV contiene el segundo Main Event femenino en la historia de iMPACT.
| N.º                       | Resultados | Estipulación                                                                                  | Tiempo |
| ------------------------- | --- | --------------------------------------------------------------------------------------------- | ------ |
| 1                         | Gail Kim venció a Veda Scott                                                                                      | Singles Match para clasificar en el Knockout Gauntlet Battle Royal Match más tarde esa noche. | 07:34  |
| 2                         | Angelina Love venció a Scarlett                                                                                   | Singles Match para clasificar en el Knockout Gauntlet Battle Royal Match más tarde esa noche. | 04:50  |
| 3                         | Reby venció a Velvet Sky                                                                                          | Singles Match para clasificar en el Knockout Gauntlet Battle Royal Match más tarde esa noche. | 06:55  |
| 4                         | Madison Rayne venció a Jessicka Havok                                                                             | Singles Match para clasificar en el Knockout Gauntlet Battle Royal Match más tarde esa noche. | 08:33  |
| 5                         | Taryn Terrell venció a Karlee Perez                                                                               | Singles Match para clasificar en el Knockout Gauntlet Battle Royal Match más tarde esa noche. | 04:32  |
| 6                         | Mia Yim venció a Brittany                                                                                         | Singles Match para clasificar en el Knockout Gauntlet Battle Royal Match más tarde esa noche. | 06:51  |
| 7                         | Brooke Tessmacher venció a Deonna                                                                                 | Singles Match para clasificar en el Knockout Gauntlet Battle Royal Match más tarde esa noche. | 07:24  |
| 8                         | Marti Belle (con Rockstar Spud) venció a ODB                                                                      | Singles Match para clasificar en el Knockout Gauntlet Battle Royal Match más tarde esa noche. | 06:12  |
| 9                         | ODB venció a Rockstar Spud                                                                                        | Singles Match                                                                                 | 03:21  |
| 10                        | Madison Rayne venció a Angelina Love, Gail Kim, Brooke Tessmacher, Marti Belle, Taryn Terrell, Reby Sky y Mia Yim | Knockout Gauntlet Battle Royal Match para coronar a la "Reina de las Knockouts"               | 20:50  |
| (C) Representa al campeón | |                                                                                               |        |

Gauntlet Battle Royal
| N.º | Entrada           | Eliminación | Eliminado por |
| --- | ----------------- | ----------- | ------------- |
| 1   | Gail Kim          | 5           | Angelina Love |
| 2   | Brooke Tessmacher | 3           | Taryn Terrell |
| 3   | Mia Yim           | 2           | Taryn Terrell |
| 4   | Reby Sky          | 1           | Angelina Love |
| 5   | Angelina Love     | 7           | Madison Rayne |
| 6   | Madison Rayne     | —           | Ganadora      |
| 7   | Marti Belle       | 6           | Madison Rayne |
| 8   | Taryn Terrell     | 4           | Angelina Love |

## Victory Road
One Night Only: Victory Road fue un evento de pagar por ver (PPV) de lucha libre profesional producido por Total Nonstop Action Wrestling (TNA). El evento incluyó una serie de combates con varios luchadores de TNA, donde el ganador de estos combates avanzaría al evento principal, un Gauntlet Match donde el ganador tendrá una oportunidad futura por el TNA World HeavyWeight Championship. Se llevó a cabo el 10 de mayo de 2014, desde la Impact Zone en Orlando, Florida, y se emitió en PPV el 5 de diciembre de 2014.
| N.º                       | Resultados | Estipulación                                                                                      |
| ------------------------- | --- | ------------------------------------------------------------------------------------------------- |
| 1                         | Austin Aries venció a Kenny King | Singles Match para clasificar en el Gauntlet Battle royal match más tarde esa noche.              |
| 2                         | Bram venció a Davey Richards | Singles Match para clasificar en el Gauntlet Battle royal match más tarde esa noche.              |
| 3                         | James Storm y Kazarian vencieron a The Menagerie (Knux y The Freak)                                                                                | Tag Team Match para clasificar en el Gauntlet Battle royal match más tarde esa noche.             |
| 4                         | Lashley venció a Samoa Joe | Singles Match para clasificar en el Gauntlet Battle royal match más tarde esa noche.              |
| 5                         | Abyss venció a Mr. Anderson | Singles Match para clasificar en el Gauntlet Battle royal match más tarde esa noche.              |
| 6                         | The BroMans (Jessie Godderz y Robbie E) (con DJ Z) vencieron a Bully Ray y Rockstar Spud                                                           | Tag Team Match para clasificar en el Gauntlet Battle royal match más tarde esa noche.             |
| 7                         | Gunner venció a Magnus | Singles Match para clasificar en el Gauntlet Battle royal match más tarde esa noche.              |
| 8                         | Ethan Carter III venció a Sanada | Singles Match para clasificar en el Gauntlet Battle royal match más tarde esa noche.              |
| 9                         | Samuel Shaw venció a Crazzy Steve | Singles Match para clasificar en el Gauntlet Battle royal match más tarde esa noche.              |
| 10                        | Eddie Edwards venció a DJ Z y Tigre Uno | Three-Way Match para clasificar en el Gauntlet Battle royal match más tarde esa noche.            |
| 11                        | Gunner venció a James Storm, Kazarian, Eddie Edwards, Samuel Shaw, Ethan Carter III, Abyss, Lashley, Austin Aries, Bram, Jessie Godderz y Robbie E | 12-man Gauntlet Battle royal match por una futura lucha por el TNA World Heavyweight Championship |
| (C) Representa al campeón | |                                                                                                   |